# بيليانيس من اليونان
بيليانيس من اليونان أو على نحو أدق قصة السمح والفارس الشجاع دون بيليانيس من اليونان كتاب فروسية إسباني كتبه خريج مدينة برغش خيرونيمو فيرنانديث عام 1545، والذي كان محاميًا للبلاط الملكي للإمبراطور كارلوس الخامس. تم نشر جزئيها الأول والثاني في إشبيلية لأول مرة عام 1545، ثم تم إعادة طباعتهما من جديد في برغش عام 1547 من قبل مارتين مونيوث. ويتناول الكتاب قصة حياة الأمير دون بيليانيس من اليونان، الابن الخيالي الأكبر لإمبراطور اليونان بيلانيو والإمبراطورة كلاريندا. كان ميجيل دي ثيربانتس يفكر في كتابة سلسلة متواصلة من كتاب الفروسية بيليانيس من اليونان.